# Destroy All Humans! 2
Destroy All Humans! 2 (Destruir a todos los humanos en español) es un videojuego de Aventura desarrollado por Pandemic Studios y publicada por THQ. El juego se basa en la década de 1960. La Guerra Fría es parte fundamental del juego, ya que Cripto 137 debe combatir contra una segunda invasión a la Tierra por una raza marciana promovida por la Unión Soviética (Principalmente, la KGB).

## Trama
El juego está ambientado en 1969, 12 años después del original. El juego comienza con una reunión de la KGB donde se ve una diapositiva que muestra que el personaje principal de Destroy All Humans!, Cryptosporidium-137, ha fallecido por causas desconocidas (Presumiblemente asesinado por Blisk, una especie marciana con la cual los Furon estuvieron en guerra). Su clon, Cryptosporidium-138 (Crypto para abreviar), hecho del más puro ADN Furon, está tomando su lugar y continúa haciéndose pasar por el Presidente de los Estados Unidos. La KGB revela que Crypto-138 es el primer y único Furon que tiene genitales, conocidos sólo como "El Paquete". Al ver a los Furones como una amenaza hacia la Unión Soviética, la KGB lanza un misil nuclear a la Nave Nodriza Furon, matando a Pox.
Poco después, la nueva aventura de Crypto comienza. Crypto no sólo debe evitar que la KGB destruya los Estados Unidos, ya que él también desea venganza, por la destrucción de la Nave Nodriza. Orthopox 13, el comandante de la invasión a la Tierra, logra descargar una copia de su conciencia en una unidad holográfica (llamada Unidad HoloPox) justo antes de que él muera. La unidad proyecta un holograma de Orthopox y posee una copia de la conciencia de este. Después de salvar Bay City de la aniquilación nuclear en manos de los soviéticos, Crypto descubre que la KGB se ha restablecido y continúa con sus operaciones en Albion, Inglaterra, por lo que Crypto se dirige hasta allí.
Al llegar, Crypto conoce a Reginald Ponsonby-Smithe, un agente del M16 (Una parodia del MI6), y una agente de la KGB llamada Natalya Ivanova. Los tres descubren que la KGB ha estado trabajando con un tipo de esporas que provoca que los humanos muten en una clase extraña de monstruos, a los que un sacerdote de Arkvoodle llama zombis. Con el tiempo Ponsonby traiciona a Crypto, revelando que él es el líder de la rama británica del Comando Majestic, Majestic 16. Antes de morir, Ponsonby revela que todas las bases del comando Majestic habían sido destruidas por aliens. Crypto responde que el solo había acabado con ellos en Estados Unidos y él le responde, riéndose por la presunta ignorancia de Crypto, ¿Acaso piensas, que los furones son la única raza alienígena en el universo?- Y muere. Crypto se enteró por Natalya de que la KGB tiene una base en la isla de Takoshima.
Al llegar a Takoshima, Crypto tiene que hacer dos cosas, salvar a Natalya y rescatar a un hombre llamado Dr. Go (una parodia de Dr. No) de los Ninjas Negros y la KGB. Después de un ataque de Natalya y Crypto contra la base de la KGB en la isla, logran acceder a esta, que se encuentra dentro de un volcán. Dentro, ambos se enteran que el cerebro que está detrás de todo el desastre es el Primer Ministro soviético Milenkov. Milenkov muestra una película de sus hombres realizando experimentos con las esporas en una estudiante, Takoshimesa, que se transforma en un gigante tipo Godzilla llamado "Koghira". Después de derrotar a Kojira, que ha provocado la destrucción de la Ciudad, Crypto sigue Natalia a Tunguska, el hogar del "Proyecto Solaris". En la URSS, Crypto descubre que otra raza alienígena ha aterrizado en la Tierra. Ellos son los Blisk, el enemigo que los Furons habían pensado que derrotaron en una guerra con Marte. Orthopox se da cuenta de que el evento de Tunguska en 1908 era en realidad un barco de guerra Blisk derribado, en un intento de aterrizaje forzoso en la ladera de Tunguska, no un meteorito. Después de destruir el buque de guerra Blisk y rescatar a Natalya de una burbuja de gas infeccioso, Crypto se reúne cara a cara con Milenkov. Milenkov entonces se retira a su base en la Luna, Solaris, en una lanzadera Blisk.
En la Luna, Crypto descubre que el proyecto Solaris es en realidad una superarma Blisk, diseñada para bombardear la Tierra con esporas mutantes y radiación, creando una nueva Tierra, llena de radiación y agua, como Marte, su planeta natal, antes de ser destruido. Usando su capacidad de "arrebatar el cuerpo", Crypto se disfraza como el cosmonauta soviético Leonid, el científico jefe en la luna, y convence al resto de los seres humanos para ir a la guerra con los Blisk, en vez de trabajar para ellos, desembocando en un enorme conflicto sobre las cúpulas donde los humanos viven, logrando salvarse Crypto al escapar de estas. A continuación, Crypto se las arregla para sabotear el mecanismo de disparo del arma. Al hacerlo, se enfrenta a Milenkov. Ahí se revela que desde que la nave Blisk se estrelló, los Blisk tomaron el control del gobierno ruso, y cada líder ruso antes que Milenkov había sido Blisk, y eran responsables de varias crisis del mundo, incluyendo la Guerra Fría. Después de la conversación, Crypto y Natalya luchan con sus nuevas y mejoradas armas para salvar la Tierra, atacando y destruyendo con éxito la colmena Blisk con el virus de autocombustión que Pox creó en su laboratorio. Sin embargo después de la última batalla, Natalya es asesinada por Milenkov cuando iba a besar a Crypto, y Milenkov entonces revela su verdadera forma, un Blisk supermutante fuertemente blindado.
Después de derrotar a Milenkov, Crypto se relaja en su platillo volante, cuando llama Pox felicitándole por comenzar varios experimentos, al detectar calor en la cámara de clonación, enfureciendo por no ser él el que este clonado, pero Crypto corta la llamada. Natalya despierta preguntando quién había hablado, Crypto le dice que solo fue un número equivocado, Natalya le pide que le despierte al momento de la Re-entrada, Crypto comenta que hizo "algunos ajustes".

### Localizaciones
- Bay City, California (Parodia de San Francisco, California)
- Albion, Inglaterra( parodia de Londres, Inglaterra)
- Takoshima City-Island (el mapa en total está basado en todo Japón, pero el escenario principal -la Ciudad de Takoshima- es una parodia de Tokio)
- Tunguska, Siberia (Bosque de Tunguska, Siberia)
- Solaris (base soviética en la Luna)

### Personajes
- Cryptosporidium 138: Es el personaje principal del juego. Es la reencarnación por clonación de Crypto-137, tras su muerte por causas desconocidas, presumiblemente asesinado por los Blisk.

- Natalya Ivanova: Ella trabajaba en la KGB antes de renunciar y huir de esta por sus malignos experimentos. Se une a Crypto incómoda por lo que él siente hacia ella. Muere en la Luna asesinada por el supermutante del Primer Ministro Soviético Milenkov, provocando la ira de Crypto. Tras su muerte, 138 la clona haciéndole unos ajustes para que le quisiera.

- Orthopox 13: Muerto por un misil nuclear ruso que impactó en la Nave Nodriza, su conciencia sobrevive gracias a que la insertó en un holograma y se despidió de la nave hacia la Tierra, llegando junto a Crypto. El se encarga de darle misiones a Crypto durante los primeros niveles, hasta que eventualmente es reemplazado por Ponsonby y Natalya.

- Arkvoodle: Es un antiguo dios Furon que ahora vive en estatuillas de él repartidas por toda la Tierra, y que dejan una zona de aterrizaje sobre si cuando se le son cumplidos todos sus caprichos.

- El Freak: es un hippie de Bay City, el cual revela mucho acerca de las personas detrás del caos en la Ciudad, al estar aparentemente drogado.

- Gurú Coyote Bongwater: Es el líder de los hippies en Bay City. Muere asesinado por Crypto luego de enfrentarse en el Viejo Fuerte de la ciudad.

- Sensei de los Ninjas Blancos: Líder del Templo Zen en Takoshima y de los ninjas blancos, que son fuertes aliados de Crypto por considerarle a él y a su raza dioses.

- Reginald Ponsomby Smithe: Agente del M16 (Division de Majestic Británica) en Albion, que es un aliado de Crypto hasta que le traiciona pues trabajaba para el Majestic; la misma corporación que Crypto creía haber desmantelado al asesinar a Silohuette en Ciudad Capital. Antes de morir, revela que otras divisiones de Majestic habían sido destrozadas por otras razas alienígenas, como la Argentina, la Mongola, y la Francesa, de las cuales la Británica era la única sobreviviente.

- Agente Ivan Oranchov: Principal agente de la KGB en Estados Unidos que se suicida con esporas Blisk, para resucitar y ser asesinado por Crypto. Su suicidio no le dejó lugar a Crypto para sacarle información.

- Agente Sergei: Examante de Natalya, que también trabajaba para la KGB. Crypto siente odio hacia él por sus sentimientos hacia Natalya. El aparentemente es infectado por esporas Blisk, pero luego de eso no se sabe nada más sobre él.

- Primer Ministro Milenkov: La mente malvada detrás de todo el caos en el mundo. Es el líder Blisk. En la Luna, Milenkov revela que el comunismo es solo una fachada para sus planes, pues al llegar a Rusia en el meteorito que destrozó Tunguska el 30 de julio de 1908 decidieron tomar el control del Planeta y volverlo a como era Marte antes: Un paraíso oceánico lleno de radiación. Es también en la Luna donde Milenkov muestra su verdadera figura detrás de un anciano, un supermutante Blisk, que finalmente es muerto por Crypto y así comienza la desintegración de la Unión Soviética.

#### Facciones
Las principales facciones del juego son, los Furon (Encabezados por Crypto, Orthopox, y eventualmente Natalya), y los Blisk (Representada por la Unión Soviética, más precisamente su Primer Ministro, Milenkov, y la KGB)
- Furon: El protagonista de esta historia es Cryptosporidium-138, originario del Planeta Furon, el cual está en una guerra invisible contra la Tierra para la cosecha del ADN Furon implantado en los cerebros de la población humana. Crypto presencia la muerte de su Comandante en la Invasión, Orthopox-13, a través del cielo de Bay City, aunque Pox sigue vivo en conciencia. Después se les une Ponsonby con aparentes buenas intenciones para los Furon, y su país, pero después se revela que es un enemigo natural de los Furon, al ser el líder de la división británica de Majestic. Durante su alianza con Ponsonby, Crypto y Pox conocen a una exagente de la KGB, Natalya Ivanova, que se les une para derrocar al malvado gobierno del que ha escapado. La facción no es activa en si, puesto que el único invasor -Crypto- no es conocido más allá de lo local en cada mapa de juego.

- Blisk: Los principales enemigos del juego, liderados por Milenkov, el Primer Ministro Ruso. Son unas extrañas criaturas de tamaño considerablemente grande (más grande que un coche, aparentemente), y de aspecto humano-reptiloide. De su pecho emana una especie de gas verdoso, y pueden disparar rayos láser a través de sus manos. Sus menores, son creados a partir de las esporas que infectan a un ser humano, convirtiéndolo en un ser humanoide de piel arrugada, con unas voces distorsionadas y que también pueden expulsar rayos de su boca.

Llegaron a la Tierra en una nave que se estrelló en Tunguska en 1908, tomando después el lugar de todos los líderes de Rusia.
Otras Facciones
- KGB: El Comité para la Seguridad del Estado, que es el presunto enemigo principal, ya que según se avanza en el juego, se desvela que trabajan para la raza Blisk, que intenta controlar a la Tierra. Los agentes se transportan comúnmente en coches fúnebres.

Los agentes del KGB en Bay City, Albion y Takoshima visten con traje negro, camisa blanca y zapatos negros, siendo que hay dos versiones de agente; la primera (sobre la cual está diseñado el agente Oranchov) es un hombre robusto, de raza blanca y cabello rubio, que tiene una ametralladora de lentos disparos. El otro, es un hombre más delgado, de piel un poco más oscura y cabello negro, que tiene una pistola. Los agentes pueden ser vistos en varias misiones. En Bay City, primero atacando a Crypto en el Parque Golden Gate, en la base de Crypto en Hashbury, en su base de La Roca (una parodia de Alcatraz, en San Francisco), en la guarida de Coyote Bongwater, en el Muelle (en el trabajito de un militar en el mismo lugar), en el Parque Golden Gate, en el supuesto discurso que daría Coyote a sus hippies, y en el Viejo Fuerte, donde se refugia Bongwater después de huir de Hashbury. En Albion, principalmente en la Embajada Rusa, a la cual custodian asesinando a toda persona que no sea militar, o de la KGB incluyendo matar a policías ingleses. También se encuentran en zonas abandonadas en misiones como los restos de una línea de Metro cerca de la embajada, en la Plaza del Trafalgar y a veces un agente aparece vigilando la fuente central del Hyde Park. En Takoshima, en la misión que consiste en proteger a Natalya de un grupo de agentes que irrumpen en el Templo Zen. En su base principal, y su base en la Ciudad de Takoshima. En Tunguska, en su base al Norte de la Ciudad de la Ciencia, vistiendo con los trajes típicos de un soldado ruso para el frío, pero de color negro, y que lleva o una pistola, o una ametralladora. Y en la Luna, como la policía de la región, vistiendo con un traje rojo de cosmonauta, siempre con una escopeta-ametralladora de bolas láser.
- Majestic 16: Liderado por Ponsonby, todos los agentes visten un traje azul con rayas verticales azules más claras, siempre con una ametralladora de más potencia que las de la KGB, y se transportan en autos al estilo de James Bond. El Majestic 16 se desintegra con la muerte de Ponsonby, este al revelar su situación de única division superviviente de Majestic en el mundo.

Los agentes del Majestic se pueden encontrar en una línea de Metro abandonada al Este del Parlamento, donde Crypto es encerrado tras ser sedado por Ponsonby. Varios agentes se encuentran en la Plaza del Trafalgar, uno custodiando la fuente junto al agente del KGB en el Hyde Park, y en general alrededor del Parlamento.
- Ninjas Blancos: Son los mayores aliados de Crypto en Takoshima, localizados en su base detrás del Templo Zen, y dueños también de este. Después de la llegada del mayor sacerdote de Arkvoodle a Takoshima, el Templo se convierte en el lugar de culto de los feligreses hacia Arkvoodle en Takoshima. A veces se les ve peleando contra Ninjas Negros intrusos en la base detrás del Templo, y también en este si es el caso.

- Ninjas Negros: Son los enemigos locales de Crypto en Takoshima, también enemigos de los Ninjas Blancos, en su rivalidad por el color de sus trajes, ya que se habían puesto de acuerdo en que ambos serían grises, pero los Ninjas Blancos llegaron primero a la sastrería y les ganaron el traje blanco. Comúnmente se les ve atacando a transeúntes inocentes en la carrera de Rouka, al Norte de Takoshima.

- Datos: Q287276